# Санта Мария Маджоре (Равена)
Базиликата „Санта Мария Маджоре“ (на италиански: Basilica di Santa Maria Maggiore)  е паметник на раннохристиянската архитектура в гр.Равена, Италия. Разположена е на Via Galla Placidia, в близост до базиликата „Сан Витале“ и мавзолея на Гала Плацидия.

## История
Базиликата е построена от равенския епископ Eклесио около 525 – 532 г. През ІХ-Х век към нея е пристроена цилиндрична кула-камбанария. През 1671 г. базиликата е преустроена в бароков стил по проект на Пиетро Гроси.

## Архитектура и интериор
В архитектурен план сградата представлява едноапсидна трикорабна базилика. Трите кораба (нефа) са разделени от колонади с мраморни колони, увенчани с капители. Към нея е изградена цилиндрична кула-камбанария (ІХ-Х век). От първоначалната сграда са запазени апсидата и част от стените. Апсидата е била украсена с мозайки, които не са запазени.
В базиликата се съхраняват картина от Лука Лонги: „Свети Павел посещава Света Агнеса в затвора“ и римски саркофаг на фамилията Распони.